# Xã Spruce Hill, Quận Douglas, Minnesota
Xã Spruce Hill (tiếng Anh: Spruce Hill Township) là một xã thuộc quận Douglas, tiểu bang Minnesota, Hoa Kỳ. Năm 2010, dân số của xã này là 441 người.